# Niagadina
Niagadina è un comune rurale del Mali facente parte del circondario di Kati, nella regione di Koulikoro.
Il comune è composto da 5 nuclei abitati:
- Dangassa
- Kansamana
- Manfara
- Nanguila
- Niagadina